# Byrrhinus padangus
Byrrhinus padangus är en skalbaggsart som beskrevs av Maurice Pic 1922. Byrrhinus padangus ingår i släktet Byrrhinus och familjen lerstrandbaggar. Inga underarter finns listade i Catalogue of Life.